# Stock Exchange of Thailand Football Club
Le Stock Exchange of Thailand Football Club (en thaï : สโมสรฟุตบอล  ตลาดหลักทรัพย์แห่งประเทศไทย), plus couramment abrégé en Stock Exchange of Thailand, est un club thaïlandais de football fondé en 1994 et basé à Bangkok, la capitale du pays.
Le club est également appelé Ratana Bundit.

## Histoire
Le club se classe quatrième du championnat de Thaïlande lors de la saison 1996-1997 puis à nouveau lors de l'année 2000.